# Lepanus nitidus
Lepanus nitidus là một loài bọ cánh cứng trong họ Bọ hung (Scarabaeidae).